# Integral Clover
Integral Clover（インテグラルクローバー）は、日本の音楽クリエイターチーム。

## 概要
2010年に結成された3人組音楽クリエイターチーム。
2014年より株式会社agehaspringsに所属。

## 所属クリエイター
- 巴川 貴裕（ともえがわ たかひろ、1988年9月21日 - 、埼玉県出身）
  - チームの主宰。チームの総合サウンドプロデュース、トラックメイクを務める[1]。
- 松井 喬樹（まつい たかき、1985年6月3日 - 、千葉県出身）
  - 音楽学校で巴川貴裕と出会い、共に「Integral Clover」を立ち上げる[1]。
- 筧 ヒロユキ（かけひ ひろゆき、1982年7月1日 - 、福井県出身）
  - スタジオ・ミュージシャンのローディー/マニピュレーターとして活動を経てIntegral Cloverに参加[1]。

### アーティスト
- ケツメイシ
- Aimer
- ももいろクローバーZ
- Sexy Zone
- 華原朋美
- 元気ロケッツ
- 安田レイ
- 水樹奈々
- 河西智美
- fumika
- 9nine
- Tomato n' Pine
- WHY@DOLL
- 夢みるアドレセンス
- Shiggy Jr.
- 1 FINGER
- ベッド・イン
- Faint⋆Star

ほか

### アニメ
- アイカツ!
- 黒子のバスケ
- 生徒会の一存
- アイカツスターズ!

### その他
- CR戦国乙女